# West Arkeen
Aaron West Arkeen (Neuilly-sur-Seine, 18 giugno 1960 – Los Angeles, 30 maggio 1997) è stato un chitarrista, compositore e percussionista statunitense, noto per aver collaborato con i Guns N' Roses tra il 1987 e il 1992.

## Biografia

### Primi anni
Aaron Arkeen è nato a Neuilly-sur-Seine, in Francia, ed è cresciuto a San Diego. Era il nipote di immigrati ebrei russi e il figlio di un sergente dell'esercito americano, Morris Arkeen. Da bambino ha sofferto di craniosinostosi, un difetto alla nascita in cui il cranio cresce irregolarmente, spesso costringendo la crescita del cervello. La condizione ha richiesto un intervento chirurgico che ha lasciato una cicatrice orecchio-a-orecchio sulla parte alta della testa di Arkeen..
Arkeen ha iniziato a suonare la chitarra quando aveva 14 anni. Sebbene abbia preso una sola lezione di chitarra, era in gran parte un musicista autodidatta. Arkeen citava John Lennon, i Led Zeppelin, Jimi Hendrix, Elton John e Ted Nugent come influenze musicali fin dalla sua giovinezza.
Arkeen ha lavorato nell'industria petrolifera a Las Vegas, prima di trasferirsi a Los Angeles per intraprendere la carriera nel mondo della musica all'età di 21 anni.

### Carriera musicale
Dopo diversi anni di difficoltà nel trovare il successo come musicista, Arkeen fece amicizia con un gruppo di musicisti di Los Angeles che presto sarebbe diventato famoso a livello internazionale come Guns N' Roses. Arkeen viveva in un appartamento accanto al bassista dei Guns N 'Roses Duff McKagan e al pionere del funky degli anni '60 Sly Stone, e lui e Mckagen divennero rapidamente amici e iniziarono a scrivere canzoni insieme.  Sebbene non sia mai stato un membro della band, il cantante del gruppo Axl Rose ha preso in considerazione l'aggiunta di lui come terzo chitarrista, principalmente per le sue prolifiche capacità di scrittura. Arkeen alla fine lascerà il segno sulla band scrivendo le canzoni "It's So Easy", "Crash Diet", "Bad Obsession", "The Garden", "Sentimental Movie" e "Yesterdays" con Rose. Arkeen ha anche scritto "Make Your Play" e "Pressure" per il gruppo dell'Alabama Brother Cane, oltre a collaborare a scrivere la canzone "My Misery" con le Phantom Blue.
Dopo aver lavorato ad altre canzoni con la band per il loro doppio set Use Your Illusion I e II, Arkeen ha iniziato il suo progetto nel 1995, The Outpatience. Con il cantante Mike Shotton, il bassista James Hunting, il chitarrista Joey Hunting, il batterista Abe Laboriel Jr. e il tastierista Gregg Buchwalter, la band ha pubblicato il loro album di debutto, Anxious Disease nel 1996 in Giappone. All'album hanno collaborato i membri dei Guns N' Roses: Axl Rose, Slash e Duff McKagan appaiono come artisti ospiti e Izzy Stradlin ha co-scritto una delle canzoni.
Izzy Stradlin e Duff McKagan erano ancora più legati ad Arkeen. Il trio ha partecipato al progetto collaterale di The Drunkfuxs e Arkeen ha co-scritto due delle canzoni del disco solista di esordio di McKagan, Believe in Me.

### La morte
Il 30 maggio 1997, Arkeen fu trovato morto nella sua casa di Los Angeles a 36 anni. Arkeen era a casa a riprendersi dalle gravi ustioni causate dal suo barbecue coperto che era esploso. La sua morte fu decretata come "overdose accidentale da oppiacei".

## Influenza musicale
Duff McKagan attribuisce ad Arkeen l'insegnamento di accordature alternative alla chitarra. Slash dichiarò che Arkeen era "l'unico che veniva sempre quando qualcuno di noi aveva bisogno di qualcosa, per lungo tempo era letteralmente l'unico a cui potersi fidare". L'album live dei Guns N' Roses Live Era '87-'93 è dedicato, in parte, alla sua memoria.

## Discografia

### Con i Guns N' Roses
- 1987 – Appetite for Destruction (testo di It's So Easy)
- 1988 – G N' R Lies (percussioni lato B acustico)
- 1991 – Use Your Illusion I (chitarra acustica e testo di The Garden)
- 1991 – Use Your Illusion II (testo di Yesterdays)

### Altre collaborazioni
- 1993 - Duff McKagan - Believe in Me (testo e chitarra acustica in Believe In Me)
- 1993 - Phantom Blue – Built To Perform (testo di My Misery)
- 1996 - The Outpatience – Anxious Disease (chitarrista e produttore)